# Port lotniczy Kili
Port lotniczy Jaluit (IATA: KIO) – port lotniczy zlokalizowany na atolu Kili (Wyspy Marshalla).

## Linie lotnicze i połączenia
- Air Marshall Islands (Jaluit, Majuro)